# Erzbistum Zadar
Das Erzbistum Zadar (kroat.: Zadarska nadbiskupija, lat.: Archidioecesis Iadrensis) ist ein römisch-katholisches Erzbistum in Kroatien.

## Geschichte
Das Erzbistum Zadar, welches heute dem Heiligen Stuhl direkt unterstellt (immediat) ist, wird als Bistum bereits im Jahre 530 erwähnt.
Während der Awareneinfälle bleibt die Stadt Zadar verschont und entwickelt sich in kirchlicher, politischer und ethnischer Hinsicht. Erster Bischof wird der Donatus von Zadar (kroat. sveti Donat). Im 9. Jahrhundert lässt er die monumentale Kirche der Hl. Dreifaltigkeit in Zadar errichten, die nach ihm als Kirche Sv. Donat benannt wurde. Das Bistum wird im 12. Jahrhundert zum Erzbistum und zur Metropolie erhoben.
Papst Alexander III. verweilt auf einer Durchreise Richtung Venedig vor seiner Zusammenkunft mit Kaiser Friedrich Barbarossa am 13. März 1177 in der Stadt Zadar. Es wird behauptet, dass ihn der Klerus und die Bevölkerung von Zadar mit Akklamationen und Gesängen feierlich in „slawischer Sprache“ begrüßt haben sollen.
Seit 1607 entstand in Zadar das „Collegium Illiricum“. Von 1410 bis in das Jahr 1820 betätigten sich glagolitische Schreiber in der Stadt Zadar. Die Kirchenbücher werden auf dem Gebiet des Erzbistums überwiegend in glagolitischer Schrift geführt, abgefasst in kroatisch-glagolitischen Schriftzeichen. Besondere Verdienste für das kroatisch-glagolitische Schrifttum auf dem Gebiet des Erzbistums Zadar fallen dem Kapuzinerorden zu. Dieser Orden ist seit dem 13. Jahrhundert in Zadar und Umgebung ansässig.
Am 30. Juni 1828 erfolgte die Neustrukturierung des Erzbistums durch das Kaisertum Österreich. Das Erzbistum Zadar wurde als Metropolie beglaubigt. Dessen Verwaltungsbereich wurde auf das berühmte Bistum Nin ausgedehnt. Mit dem Friedensabkommen von Rapallo am 11. Februar 1920 fallen vier Gemeinden des Erzbistums Italien zu. Darüber hinaus wird dem Erzbistum der Rang einer Metropolie entzogen. Sie bleibt jedoch weiterhin ein Erzbistum, welches mit weiteren Suffraganbistümern dem Heiligen Stuhl in Rom unterstellt ist. Dieser Umstand bleibt bis Ende des Zweiten Weltkriegs bestehen. Am 1. März 1948 erlässt der Heilige Stuhl ein Reskript, das die alten Verwaltungseinheiten des Erzbistums Zadar erneut beglaubigt und bestätigt.
Einst zählte die Stadt Zadar 30 Kirchengebäude. Ein Teil dieser Denkmäler wurde während des Zweiten Weltkriegs zerstört. 1970 wurde das romanische Kloster der Gottesmutter Maria renoviert, in dem Benediktinerinnen seit dem Jahre 1091 ansässig sind. Zugleich ist das Benediktinerinnenkloster ein kostbares Zeugnis kroatischer Kultur- und Glaubensvergangenheit während der kroatischen Königsdynastie. Die Kathedrale des Hl. Simon (kroatisch Sv. Šimun) wurde während des 12. und 13. Jahrhunderts errichtet. Berühmt ist der schmuckvoll-gestaltete, versilberte Schrein des Simeon, wie auch die Franziskaner- und Dominikanerkirche in Zadar. Schutzheilige der Stadt Zadar ist die Hl. Anastasia (kroatisch Sv. Stošija). Die nach ihr in der Stadt Zadar benannte Kathedrale St. Anastasia ist zugleich das größte Kirchengebäude Dalmatiens.
|  |  |